# Anaphothrips lundbecki
Anaphothrips lundbecki är en insektsart som beskrevs av Richter 1928. Anaphothrips lundbecki ingår i släktet Anaphothrips och familjen smaltripsar. Inga underarter finns listade i Catalogue of Life.